# Hylaeus clypearis
Hylaeus clypearis là một loài ong trong họ Colletidae. Loài này được Schenck miêu tả khoa học đầu tiên năm 1853.